# Томаш Флейшманн
Томаш Флейшманн (чеськ. Tomáš Fleischmann, 16 травня 1984, Копрживніце) — чеський хокеїст, що грав на позиції крайнього нападника. Грав за збірну команду Чехії.
Провів понад 600 матчів у Національній хокейній лізі. 

## Ігрова кар'єра
Хокейну кар'єру розпочав на батьківщині 2000 року виступами за команду «Вітковіце». 
2002 року був обраний на драфті НХЛ під 63-м загальним номером командою «Детройт Ред-Вінгс». 
З сезону 2002–03 захищає кольори клубу «Мус-Джо Воріорс» (ЗХЛ). Влітку 2004 права на Флейшманна перейшли до клубу «Вашингтон Кепіталс» в додаток відбувся обмін гравцями між клубами, до «червоних крил» вирушив Роберт Ланг.
Томаш сезон 2004–05 провів у складі «Портленд Пайретс» (АХЛ). Наступний сезон чех також розпочав у складі фарм-клубу «Герші Берс». 3 листопада 2005 Флейшманн дебютує в складі «столичних» в програній грі 1–8 проти «Філадельфія Флайєрз». Через місяць гравця повернули до фарм-клубу.
1 червня 2006 Томаш та «Вашингтон Кепіталс» уклали трирічну угоду.
24 лютого 2007 чех вперше відзначився голом у переможній грі 4–2 проти «Нью-Джерсі Девілс» розписавшись у воротах Мартена Бродера. 18 березня 2007 Томаш відзначився дублем у грі проти «Тампа-Бей Лайтнінг».
1 жовтня 2007 сторони продовжили умови контракту ще на один рік.
У сезоні 2008–09 чех вперпше зіграв у плей-оф, закинувши першу шайбу на цій стадії 15 квітня 2009 у програшному матчі 3–4 проти «Нью-Йорк Рейнджерс».
Початок сезону 2009–10 Флейшманн пропустив через травму. Згодом відіграв дві гри за «Герші Берс» та повернувся до основного складу «столичних».
27 липня 2010 Томаш уклав однорічний контракт з «кепіталс» на правах вільного агента. 30 листопада 2010 його обміняли на гравця «Колорадо Аваланч» Скотта Геннена. У четвертій грі за «лавини» Томаш відзначився закинутою шайбою в переможному матчі 4–2 над клубом «Атланта Трешерс». Ще за п'ять днів чех став автором першого хет-трику в переможному матчі 4–3 над «Чикаго Блекгокс».
1 липня 2011 Томаш на правах вільного агента укла чотирирічний контракт з клубом «Флорида Пантерс».
У сезоні 2014–15 чеха продали до «Анагайм Дакс» в обмін на Дені Гітлі.
12 вересня 2015, як вільний агент уклав однорічну угоду з «Монреаль Канадієнс» втім наприкінці сезону його обміняли до клубу «Чикаго Блекгокс».
Влітку 2016 у Томаша була спроба закріпитись у основі клубу «Міннесота Вайлд» але через слабку фізичну форму американська команда відмовилась від його послуг після чого чех завершив кар'єру гравця.
Загалом провів 696 матчів у НХЛ, включаючи 39 ігор плей-оф Кубка Стенлі.
Був гравцем молодіжної збірної Чехії, у складі якої брав участь у 21 іграх. Виступав за національну збірну Чехії, на головних турнірах світового хокею провів 20 ігор в її складі.

## Постігрове життя
Оселився з сім'єю в американському місті Санрайз, де базується клуб «Флорида Пантерс».

## Статистика

### Клубні виступи
| Сезон        | Клуб                 | Ліга         | Регулярний сезон | Регулярний сезон | Регулярний сезон | Регулярний сезон | Регулярний сезон | Плей-оф | Плей-оф | Плей-оф | Плей-оф | Плей-оф |
| Сезон        | Клуб                 | Ліга         | І                | Г                | П                | О                | ШХ               | І       | Г       | П       | О       | ШХ      |
| ------------ | -------------------- | ------------ | ---------------- | ---------------- | ---------------- | ---------------- | ---------------- | ------- | ------- | ------- | ------- | ------- |
| 2000–01      | «Вітковіце»          | ЧЕ U20       | 21               | 4                | 9                | 13               | 8                | —       | —       | —       | —       | —       |
| 2001–02      | «Вітковіце»          | ЧЕ U20       | 44               | 25               | 25               | 50               | 16               | 2       | 1       | 0       | 1       | 0       |
| 2001–02      | «Новий Їчин»         | ЧЕХ. 3       | 8                | 3                | 2                | 5                | 8                | 7       | 3       | 4       | 7       | 35      |
| 2002–03      | «Мус-Джо Воріорс»    | ЗХЛ          | 65               | 21               | 50               | 71               | 36               | 12      | 4       | 11      | 15      | 6       |
| 2003–04      | «Мус-Джо Воріорс»    | ЗХЛ          | 60               | 33               | 42               | 75               | 32               | 10      | 3       | 4       | 7       | 10      |
| 2004–05      | «Портленд Пайретс»   | АХЛ          | 53               | 7                | 12               | 19               | 14               | —       | —       | —       | —       | —       |
| 2005–06      | «Герші Берс»         | АХЛ          | 57               | 30               | 33               | 63               | 32               | 20      | 11      | 21      | 32      | 15      |
| 2005–06      | «Вашингтон Кепіталс» | НХЛ          | 14               | 0                | 2                | 2                | 0                | —       | —       | —       | —       | —       |
| 2006–07      | «Герші Берс»         | АХЛ          | 45               | 22               | 29               | 51               | 22               | 19      | 5       | 16      | 21      | 10      |
| 2006–07      | «Вашингтон Кепіталс» | НХЛ          | 29               | 4                | 4                | 8                | 8                | —       | —       | —       | —       | —       |
| 2007–08      | «Вашингтон Кепіталс» | НХЛ          | 75               | 10               | 20               | 30               | 18               | 2       | 0       | 0       | 0       | 0       |
| 2008–09      | «Вашингтон Кепіталс» | НХЛ          | 73               | 19               | 18               | 37               | 20               | 14      | 3       | 1       | 4       | 4       |
| 2009–10      | «Герші Берс»         | АХЛ          | 2                | 0                | 1                | 1                | 0                | —       | —       | —       | —       | —       |
| 2009–10      | «Вашингтон Кепіталс» | НХЛ          | 69               | 23               | 28               | 51               | 28               | 6       | 0       | 1       | 1       | 6       |
| 2010–11      | «Вашингтон Кепіталс» | НХЛ          | 23               | 4                | 6                | 10               | 10               | —       | —       | —       | —       | —       |
| 2010–11      | «Колорадо Аваланч»   | НХЛ          | 22               | 8                | 13               | 21               | 8                | —       | —       | —       | —       | —       |
| 2011–12      | «Флорида Пантерс»    | НХЛ          | 82               | 27               | 34               | 61               | 26               | 7       | 1       | 2       | 3       | 2       |
| 2012–13      | «Флорида Пантерс»    | НХЛ          | 48               | 12               | 23               | 35               | 16               | —       | —       | —       | —       | —       |
| 2013–14      | «Флорида Пантерс»    | НХЛ          | 80               | 8                | 20               | 28               | 22               | —       | —       | —       | —       | —       |
| 2014–15      | «Флорида Пантерс»    | НХЛ          | 52               | 7                | 14               | 21               | 8                | —       | —       | —       | —       | —       |
| 2014–15      | «Анагайм Дакс»       | НХЛ          | 14               | 1                | 5                | 6                | 4                | 6       | 0       | 1       | 1       | 0       |
| 2015–16      | «Монреаль Канадієнс» | НХЛ          | 57               | 10               | 10               | 20               | 28               | —       | —       | —       | —       | —       |
| 2015–16      | «Чикаго Блекгокс»    | НХЛ          | 19               | 4                | 1                | 5                | 4                | 4       | 0       | 0       | 0       | 0       |
| Усього в НХЛ | Усього в НХЛ         | Усього в НХЛ | 657              | 137              | 198              | 335              | 200              | 39      | 4       | 5       | 9       | 12      |

### Збірна
| Рік                | Команда            | Турнір             | Місце              | І  | Г | П | О  | ШХ |
| ------------------ | ------------------ | ------------------ | ------------------ | -- | - | - | -- | -- |
| 2002               | Чехія              | ЮЧС18              | 3                  | 8  | 1 | 2 | 3  | 2  |
| 2003               | Чехія              | МЧС                | 6-е                | 6  | 2 | 0 | 2  | 0  |
| 2004               | Чехія              | МЧС                | 4-е                | 7  | 2 | 2 | 4  | 2  |
| 2008               | Чехія              | ЧС                 | 5-е                | 7  | 2 | 3 | 5  | 0  |
| 2010               | Чехія              | ОІ                 | 7-е                | 5  | 1 | 2 | 3  | 2  |
| 2013               | Чехія              | ЧС                 | 7-е                | 8  | 2 | 0 | 2  | 0  |
| Молодіжна збірна   | Молодіжна збірна   | Молодіжна збірна   | Молодіжна збірна   | 21 | 5 | 4 | 9  | 4  |
| Національна збірна | Національна збірна | Національна збірна | Національна збірна | 20 | 5 | 5 | 10 | 2  |